# Ernest Nuamah
Ernest Appiah Nuamah (ur. 1 listopada 2003 w Kumasi) – ghański piłkarz, grający na pozycji lewoskrzydłowego we francuskim klubie Olympique Lyon oraz w reprezentacji Ghany. Uczestnik Pucharu Narodów Afryki 2023.

## Kariera klubowa
Swoją karierę piłkarską Nuamah rozpoczął w klubie Right to Dream FC. W sezonie 2021/2022 zadebiutował w nim. Latem 2022 przeszedł do duńskiego FC Nordsjælland. Swój debiut w nim zaliczył 10 kwietnia 2022 w zremisowanym 2:2 domowym meczu z Aarhus GF. W debiucie strzelił gola. W sezonie 2022/2023 wywalczył z nim mistrzostwo Danii.
W sierpniu 2023 Nuamah przeszedł za 25 milionów euro do RWD Molenbeek i niedługo potem wypożyczono go do Olympique Lyon. Zadebiutował w nim 3 września 2023 w przegranym 1:4 domowym spotkaniu ze Paris Saint-Germain.
| Sezon   | Klub            | Kraj  | Rozgrywki   | Mecze | Bramki |
| ------- | --------------- | ----- | ----------- | ----- | ------ |
| 2021/22 | FC Nordsjælland | Dania | Superligaen | 9     | 1      |
| 2022/23 | FC Nordsjælland | Dania | Superligaen | 30    | 12     |
| 2023/24 | FC Nordsjælland | Dania | Superligaen | 4     | 4      |

## Kariera reprezentacyjna
W reprezentacji Ghany Nuamah zadebiutował 18 czerwca 2023 w zremisowanym 0:0 meczu kwalifikacji do Pucharu Narodów Afryki 2023 z Madagaskarem, rozegranym w Antananarywie. W 2024 roku powołano go do kadry na Puchar Narodów Afryki 2023. Rozegrał w nim jeden mecz grupowy, z Republiką Zielonego Przylądka (1:2).